# Hérépian
Hérépian är en kommun i departementet Hérault i regionen Occitanien i södra Frankrike. Kommunen ligger i kantonen Saint-Gervais-sur-Mare som tillhör arrondissementet Béziers. År 2022 hade Hérépian 1 559 invånare.

## Befolkningsutveckling
Antalet invånare i kommunen Hérépian
Referens:INSEE